# Mulholland Drive – A sötétség útja
A Mulholland Drive – A sötétség útja (Mulholland Drive) 2001-ben bemutatott amerikai-francia misztikus filmdráma David Lynch rendezésében. Eredetileg tévésorozatnak indult, de Lynch korábbi sikeres sorozata, a Twin Peaks miatt végül csak játékfilmként valósult meg.
A film 15 millió dollárból készült, és 20 millió dolláros bevételt hozott. Magyarországon 2002 áprilisában mutatta be a Budapest Film.
A film számtalan díjat elnyert. 2023-ban a Rotten Tomatoes filmkiritikai portál vezető filmkritikusok segítségével összeállította az utóbbi 25 év legjobb, legmeghatározóbb filmjeinek listáját, melyen a Mulholland Drive a 3. helyen végzett.

## Cselekmény
A történet egy színésznőről szól, aki összebarátkozik egy amnéziás nővel. A nő akkor vesztette el az emlékezetét, amikor balesetet szenvedett a hollywoodi Mulholland Drive-on és ő volt az egyetlen túlélő.

## Szereplők
| Szerep                  | Színész             | 1. Magyar szinkron   | 2. Magyar szinkron  |
| ----------------------- | ------------------- | -------------------- | ------------------- |
| Betty Elms              | Naomi Watts         | Kisfalvi Krisztina   | Zsigmond Tamara     |
| Rita                    | Laura Harring       | Németh Borbála       | Kelemen Kata        |
| Catherine `Coco` Lenoix | Ann Miller          | Illyés Mari          | Szabó Éva           |
| Vincenzo Castigliane    | Dan Hedaya          | Garai Róbert         | Petridisz Hrisztosz |
| Adam Kesher             | Justin Theroux      | Lux Ádám             | Fehér Tibor         |
| Neal Domgaard nyomozó   | Brent Briscoe       | Beratin Gábor        | Imre István         |
| Harry McKnight nyomozó  | Robert Forster      | Csuha Lajos          |                     |
| Cynthia Jenzen          | Katharine Towne     |                      | Nyírő Eszter        |
| Louise Bonner           | Lee Grant           |                      | Molnár Zsuzsa       |
| Gene                    | Billy Ray Cyrus     | Csík Csaba Krisztián | Fellegi Lénárd      |
| Jimmy Katz              | Chad Everett        |                      | Jakab Csaba         |
| Linney James            | Rita Taggart        | Bessenyei Emma       | Kovács Nóra         |
| Wally Brown             | James Karen         | Cs. Németh Lajos     | Szersén Gyula       |
| Lorraine Kesher         | Lori Heuring        |                      | Orosz Anna          |
| Luigi Castigliane       | Angelo Badalamenti  | Csuha Lajos          | Berzsenyi Zoltán    |
| Vincent Darby           | Marcus Graham       |                      | Király Adrián       |
| Ray Hott                | Robert Katims       |                      | Forgács Gábor       |
| Irene                   | Jeanne Bates        | Várnagy Kati         | Bókai Mária         |
| Irene társa a reptéren  | Dan Birnbaum        | Végh Ferenc          |                     |
| Ruth Elms               | Maya Bond           |                      | Menszátor Magdolna  |
| Dan                     | Patrick Fischler    |                      | Megyeri János       |
| Herb                    | Michael Cooke       |                      | Rosta Sándor        |
| Robert Smith            | David Schroeder     |                      | Csuha Lajos         |
| Joe Messing             | Mark Pellegrino     | Seder Gábor          | Seder Gábor         |
| Ed                      | Vincent Castellanos | Kapácsy Miklós       | Presits Tamás       |
| Kenny                   | Tony Longo          | Kapácsy Miklós       | Faragó András       |
| Cowboy                  | Monty Montgomery    | Balázsi Gyula        | Vida Péter          |
| Bob Brooker             | Wayne Grace         |                      | Sörös Sándor        |
| Jason                   | Michael Fairman     |                      | Uri István          |
| Cookie/Emcee            | Geno Silva          |                      |                     |
| Laney                   | Rena Riffel         |                      |                     |
| Mr. Roque               | Michael J. Anderson |                      | Botár Endre         |
| énekes                  | Rebekah Del Rio     |                      |                     |